# Paulisten (Melkiten)
Die Missionsgesellschaft des heiligen Paulus oder Paulisten der Melkiten (lateinisch Societas Missionarium Sancti Pauli, französisch Société des Missionnaires de St. Paul, Ordenskürzel: SMSP) ist ein Männerorden der Melkitisch Griechisch-Katholischen Kirche.

## Die Ordensgemeinschaft
Die Gemeinschaft, die sich nach dem Apostel Paulus benannt hat, wurde 1903 von Germanos Mouakkad (ehemaliger melkitischer Bischof von Baalbek) gegründet. Die Paulisten bilden die jüngste Ordensgemeinschaft innerhalb der Melkitischen Familie, zu der auch Laienbrüder zugelassen sind. Es gibt einen weiblichen Zweig mit dem Namen Notre Dame du Perpétuel Secours (Schwestern unserer lieben Frau der immerwährenden Hilfe), der 1929 gegründet wurde. Sie ist ein Säkularinstitut des geweihten Lebens und besitzt die Päpstliche Approbation. Das Generalat der melkitischen Paulisten befindet sich in Harissa (Libanon). Die Paulisten leiten seit 1972 das St. Paul Institut für Theologie und Philosophie und ein eigenes Priesterseminar, dessen Seminaristen aus mehreren Ländern des Orients stammen. Zudem besitzen sie eine Druckerei und einen Verlag in Jounieh. Derzeit gibt es 34 Priester in der Gemeinschaft.

## Selbstverständnis
Die geistliche Einstellung der Paulisten beruht auf den Grundregeln des Betens und Arbeitens (Ora et labora) und umfasst die apostolische Arbeit in den örtlichen Gemeinden sowie den Gehorsam gegenüber den Verantwortlichen. Sie fördern das Familienleben, die Gemeinschaft und die Solidarität im Sinne der Paulinischen Theologie. Hierzu bedienen sie sich der Predigt, Katechese und Seelsorge und nutzen die entsprechenden Schriftmedien. Ihre Zielsetzung ist die Stärkung des Glaubens und die Vereinigung der christlichen Kirchen.

## Generalobere
- 1968–1975 Habib Bacha, von 1975 bis 1999 Erzbischof von Beirut und Jbeil
- 1987–1993 Joseph Kallas, seit 2000 Erzbischof von Beirut und Jbeil
- 2001–2006 Joseph Absi, seit 2001 Weihbischof und seit 2017 Patriarch von Antiochien
- 2013–2019 Georges Khawam, seit 2021 Erzbischof von Latakia

## Bekannte melkitische Paulisten
- Maximos IV. Sayegh (1878–1967), von 1949 bis 1967 Patriarch des Melkitischen Patriarchs von Antiochien
- Pierre Kamel Medawar (1887–1985), von 1943 bis 1985 Weihbischof in Antiochien und Titularerzbischof von Pelusium dei Greco-Melkiti
- Pierre Chami (1890–1967), von 1943 bis 1967 Erzbischof von Bosra und Hauran
- Joseph Malouf (1893–1968), 1937–1964 Bischof und 1964–1968 Erzbischof von Baalbek
- Nicolas Naaman (1911–1982), von 1967 bis 1982 Erzbischof von Bosra und Hauran
- Grégoire Haddad (1924–2015), von 1968 bis 1975 Erzbischof von Beirut und Jbeil
- Jean Mansour (1928–2006), von 1980 bis 2006 Weihbischof in Antiochien und Titularerzbischof von Apamea in Syria dei Greco-Melkiti
- Adel Theodor Khoury (1930–2023), Professor für Islamwissenschaften in Münster
- Habib Bacha (1931–1999), von 1975 bis 1999 Erzbischof von Beirut und Jbeil
- Boulos Nassif Borkhoche (1932–2021), libanesischer Ordensgeistlicher, melkitisch griechisch-katholischer Erzbischof von Bosra und Hauran
- Cyrille Salim Bustros (* 1939), seit 2004 Bischof von Newton
- Elias Rahal (* 1942), seit 2004 Erzbischof in Baalbek
- Georges Nicolas Haddad (* 1957), seit 2006 Erzbischof in Banyas